# يوهان فيلهلم هيتورف
يوهان فيلهلم هيتورف (بالألمانية: Johann Wilhelm Hittorf)‏ (27 مارس 1824 – 28 نوفمبر 1914) عالم فيزياء ألماني ولد في بون وتوفي في مونستر الألمانية.
ويعد هتورف أول من حسب سعة الحمل الكهربائية للذرات والجزيئات (الأيونات) المشحونة، وهو عامل مهم لفهم تفاعلات الكيمياء الكهربائية. وقد صاغ أرقام النقل الأيونية وهي أول أسلوب لقياسها.
لاحظ أشعة الطاقة تمتد في الأنابيب من القطب السالب. وخرج من تلك الأشعة ومضان عندما ضربت جدران الأنابيب الزجاجية. وقد اسمي يوجين جولدشتاين هذا التأثير في 1876 باسم أشعة مهبطية.
بدأ هيتورف أبحاثه حول خاصية التشكل للفوسفور والسيلينيوم. ثم كان عمله المهم بين 1853 و 1859 حول حركة الأيونات الناجمة من تيار كهربائي. وأشار في 1853 بأن بعض الأيونات تتحرك بسرعة أكبر من أيونات أخرى، أدت تلك الملاحظة إلى مفهوم عدد النقل، حيث جزء من التيار الكهربائي يحمله جميع الأنواع الأيونية. فقاس الاختلاف في تركيز المحاليل المخللة بالكهرباء، فحسب منها أعداد النقل (سعة الحمل النسبية) لأيونات كثيرة، وقد نشر في سنة 1869 قوانينه التي تنظم نزوح أيونات.
وقد أصبح استاذا في الفيزياء والكيمياء في جامعة مونستر ورئيسا لمختبراتها من الفترة ما بين 1879 إلى 1889. وقد قام أيضا بعمل أبحاثا في أطياف الضوء للغازات والأبخرة، وعمل على تمرير الكهرباء خلال الغازات، واكتشف خصائص جديدة للأشعة الكاثود (أشعة الإلكترون). وفي سنة 1869 تأكد من أن أشعة الكاثود تتوهج بألوان مختلفة باختلاف الغازات والضغوط. ولاحظ أنه عندما يوضع أي جسم بين الكاثود والجانب المضيء من الأنبوب، سيظهر ظل هذا الجسم. وقد قادت أبحاثه إلى تطوير الأشعة السينية وأنبوب الأشعة المهبطية. وقد كان قياس التيار في الصمام المفرغ خطوة مهمة باتجاه تصنيع صمام ثنائي.